# Consulta del Triveneto per l'evangelo
La Consulta del Triveneto per l'evangelo è un organismo di cooperazione interprotestante italiano con sede legale dal 2001 presso la  Chiesa evangelica pentecostale di via Castelfranco Veneto a Pordenone.
Si tratta di un organismo comprendente chiese evangeliche di differenti denominazioni situate nelle regioni Friuli-Venezia Giulia, Veneto e Trentino-Alto Adige. Lo scopo prevalente è di intraprendere un'azione comune per l'evangelizzazione del territorio e il rafforzamento della comunione tra le varie realtà evangeliche presenti.